# 히가시스이타 신호장
히가시스이타 신호장(일본어: 東吹田信号所, ひがしすいたしんごうしょ)은 일본 오사카부 스이타시에 있는 한큐 전철 교토 본선의 신호장이다.

## 개요
오사카 시영 지하철 사카이스지선이 개업하고 한큐 교토 본선과 상호 직통 운전을 개시하기로 되었을 때, 사카이스지선 내에는 차고와 검차장(차량기지)이 확보되지 않았고 사카이스지선으로 교차되는 오사카 시영 지하철 외 노선의 검차장(나카모즈 검차장, 다이니치 검차장, 모리노미야 검차장)도 제3궤조 방식의 차량을 수용하는 기지이면서 가공 전차선 방식인 사카이스지선 차고 및 차량 연수 시설을 마련할 필요가 있는 한큐 선상의 이 신호장 부근에 히가시스이타 검차장을 개설하였다. 이 신호장은 히가시스이타 검차장 출입고를 목적으로 개설된 신호장이다.
이 신호장을 통해서 나온 입고 차량은 원칙적으로 오사카시 고속 전기궤도의 차량(오사카시 교통국 66계 전동차)으로, 보통 때는 한큐 차량이 히가시스이타 검차장에 입선하는 것은 없다(한큐 차량은 쇼자쿠 역 부근에 있는 쇼자쿠 차고에 유치된다).

## 역사
- 1969년 12월 6일: 개설.

## 구조
한큐 교토 본선의 2선인 본선 중, 하행(오사카 방면) 선로의 교토 방향에서 입고선이 분기하고 오사카 방향에서 출고선이 합류한다. 건늠선이 존재하지 않기 때문에 상행(교토 방면) 선로에서 직접 입고하는 것은 불가능하고, 오사카 시 환절기 차가 입고할 때는 일단 쇼자쿠 역까지 운행한 뒤 회차되어 입고한다.

## 인접역
| 한큐 전철 ■ 교토 본선 | 한큐 전철 ■ 교토 본선 | 한큐 전철 ■ 교토 본선  |
| --------------------- | --------------------- | ---------------------- |
| 아이카와 우메다 방면  |                       | 쇼자쿠 가와라마치 방면 |